# Ez Rollers
Gli Ez Rollers sono un gruppo Drum and bass inglese originario di Norfolk, Inghilterra, creato da Jay Hurren, Alex Banks e Kelly Richards nel 1995.
Il loro singolo Short change, tratto dall'album Weekend World, è stato utilizzato come colonna sonora per il menu principale del famoso videogioco d'azione Grand Theft Auto 2.
Una parte del brano Soundclash (99 Edit) è stato utilizzato come colonna sonora introduttiva del videogioco TOCA 2 Touring Cars sviluppato e pubblicato da Codemasters nel 1998 per PlayStation e Microsoft Windows.

## Discografia

### Album studio
- Dimensions of Sound (1996)
- Weekend World (1998)
- Titles of the Unexpected (2003)
- Conductor (2007)

## Album mix
- Lickable Beats (2003)
- Lickable Beats 2 (2005)
- 05.1 (2005)